# Tony Swain
Tony Swain (Malton (North Yorkshire), 1922 – Winscombe (North Somerset), 25 september 1987) was een Brits botanicus die was gespecialiseerd in de fytochemie.

## Levensloop
Swain behaalde zijn Bachelor of Science aan de Universiteit van Londen. Hier haalde hij ook een doctoraat in de organische chemie. Daarna was hij nog actief aan de Universiteit van Exeter. Hierna ging hij aan de slag bij het Low Temperature Research Station, een afdeling van de Universiteit van Cambridge. Hij hield zich hier bezig met onderzoek naar biosyntheses, enzymologie en weefselkweek. Ook bestudeerde hij tannines en vooral de kwantitatieve schattingen daarvan.
In 1957 werd in Cambridge de Plant Phenolics Group opgericht door onder meer Swain, Jeffrey Harborne, E.C. Bate-smith en Eric Conn. Swain werd de eerste secretaris van deze informele groep van geïnteresseerden in plantenfenolen. Er sloten zich vanuit heel Europa mensen aan bij de organisatie. Na een aantal naamsveranderingen werd in 1977 besloten om de organisatie om te dopen in de Phytochemical Society of Europe, de naam waaronder de organisatie heden nog steeds bekendstaat. Swain was in 1961 samen met Robert Maxwell en Gilbert Richards de oprichter van Phytochemistry, dat heden ten dage dient als het wetenschappelijke tijdschrift van de Phytochemical Society of Europe en de Phytochemical Society of North America. Gedurende de eerste tien jaar was Swain de redacteur van het tijdschrift.
In 1963 verscheen Chemical Plant Taxonomy, het eerste boek dat zich richtte op de chemotaxonomie. Hiervan was Swain de redacteur. Door zijn inspanningen werd er een commissie gevormd door de IUPAC die zich bezig ging houden met chemotaxonomie. Samen met Ernest Schoffeniels richtte hij in 1973 voor dit vakgebied het tijdschrift Biochemical Systematics op. De titel werd later veranderd in Biochemical Systematics and Ecology, nadat besloten werd om ook chemische ecologie in dit tijdschrift te behandelen.
Tussen 1965 en 1968 diende Swain als wetenschappelijk adviseur in het Cabinet Office, een onderdeel van de Britse regering. Deze functie was hem aangeboden door Solly Zuckermann. Hierna verbleef Swain gedurende twee jaar aan achtereenvolgens Harvard en Yale. Na zijn terugkeer in Engeland richtte hij een biochemisch laboratorium op bij de Kew Gardens. Hij richtte zich hier op de functies van plantenfenolen.
Tussen 1975 en 1987 was Swain hoogleraar in de plantenbiochemie aan de Universiteit van Boston. Tussen 1976 en 1979 was hij voorzitter van de afdeling biologie. Hij hield zich hier bezig met onderzoek naar chemische ecologie en de evolutiebiologie van interacties tussen planten en dieren. In de lente van 1987 ging hij met emeritaat. Hierna keerde hij terug naar de Royal Botanic Gardens, Kew; waar hij zich in de periode voor zijn overlijden bezighield met metabolieten van micro-organismen.
Samen met Lynn Margulis was Swain in 1979 de oprichter van het Planetary Biology Internship, die het gevorderde studenten mogelijk maakt om te participeren in biologisch onderzoek van de NASA. Swain was bij dit onderwijsprogramma als leraar betrokken.
Swain overleed ten gevolge van de verwondingen die hij opliep bij een auto-ongeluk. Lynn Margulis, Clifford Matthews en Aaron Haselton droegen het boek Environmental Evolution mede aan hem op. Robert Hegnauer droeg deel acht van Chemotaxonomie der Pflanzen aan hem op. Een nummer van Phyochemistry (volume 27, nummer 12, 1988) werd ook aan hem opgedragen.